# 구형왕
구형왕(仇衡王, ?~?)은 금관가야의 마지막 왕이다.

## 생애
532년 음력 9월 신라 법흥왕이 군사를 일으켜 공격해 오니 왕이 친히 맞서 싸우려 했으나, 군사적 열세로 대항하여 싸울 수 없어 동생 탈지이질금(脫知爾叱今)을 보내 본국에 머물게 하고, 왕자 및 상손(上孫) 졸지공(卒支公) 등은 항복하여 신라에 들어갔다.
금관가야가 신라에 병합되기 한 해 전인 구형왕 11년 531년(신라 법흥왕 18) 겨울, 밤마다 연자루(燕子樓)라는 누각에서 큰 소리가 나 도성인 금관성을 진동시키자 왕이 누(樓)를 헐도록 명하였다. 시조대왕의 옥첩(玉牒:왕실의 계보)에 ‘연자는 임자(壬子)이니 나라를 신라왕에게 전하여 하늘의 뜻을 거스르지 말라’는 명에 따라 구형왕은 왕위를 물려주고 산청 방장산에 들어가 버렸다.
구형왕의 항복 연도는 532년이라고도 하고, 562년이라고도 하는데, 일연이 지은 《삼국유사》〈가락국기〉편은 두 가지 설을 모두 기록하고 있다. 구형왕의 차남이 김무력(金武力)으로서 신라의 장군으로 봉사(奉仕)했으며, 그의 증손자인 김유신(金庾信)은 신라의 상대등을 지냈다.
구충왕(仇衝王) 또는 구해왕(仇亥王)이라고도 표기되었다. 삼국사기 신라본기 법흥왕 19년(532년)조에 금관국의 임금 김구해(金仇亥)가 왕비 및 세 아들인 장남노종(奴宗), 차남 무덕(武德), 삼남 무력(武力)과 함께 국고(國庫)의 보물을 가지고 신라에 항복하였다고 하였다.
가락국기에 따르면, 금관가야의 멸망연대를 진흥왕 23년으로 잘못 기록하고 있으나, 또한 개황력(開皇曆)을 인용하며 법흥왕 19년에 망한 사실을 제시하고 있다. 또한 가락국기에 따르면 왕비는 분질수이질(分叱水爾叱)의 딸 계화(桂花) 세 아들의 이름은 세종(世宗), 무도(茂刀), 무득(茂得)이라 하였는데, 삼국사기의 이름과 표기가 다를 뿐이다.
삼국사기에는 금관가야가 멸망하자, 신라는 이들을 예로 대접하고 왕에게 상등(上等)의 벼슬을 주고, 그 본국을 식읍(食邑)으로 삼게 하였다고 하였다. 아들 김무력은 많은 무공을 세우고 각간(角干)의 벼슬에까지 올랐다. 김유신은 무력의 손자이자, 구형왕의 증손자이다. 금관가야는 멸망하였으나, 그 왕족은 진골귀족으로 신라에 편입되어 신김씨(新金氏)라 칭성하면서 신라의 왕족에 준하는 대우를 받았다.

## 가계
- 부왕 : 겸지왕(鉗知王, ? ~521 재위:491~521)
- 모후 : 숙부인(淑夫人)
  - 동생 : 김탈지(金脫知) 벼슬은 이질금
  - 왕비 : 계화부인(桂花夫人)
    - 장남 : 김세종(金世宗, 511~ 588)
      - 손자 : 김솔지(金率支)

    - 차남 : 김무력(金武力, 518~579)
    - 자부 : 박씨(朴氏), 보도부인(保刀夫人)의 동생
      - 손자 : 김서현(金舒玄, 564~ ?)

    - 삼남 : 김무득(金武得) - 금릉 김씨(金陵 金氏)의 시조
    - 자부 : 김씨(金氏), 김개물(金改物)의 딸
      - 손자 : 김창현(金昌玄)
- 장인 : 분질수(分叱水) 이질(爾叱)

## 기타
- 김무력은 김세종의 동생이 아닌 아들이라는 설도 있으며 둘은 동일인으로 추정되기도 한다.
- 그가 신라에 항복할 때 동생 김탈지는 항복에 반대하고 금관가야에 남아 있었다.
- 그의 뒤로도 1년간 재위한 말왕(末王)이라는 임금이 있었다 하나 그가 누구인가 여부는 확인이 불가능하다.
- 삼국통일의 주역인 신라의 대장군 김유신은 그의 증손자이다.
- 김해 김씨 족보에는 김세종에게 왕위를 물려주고 김세종은 또 다시 김무력에게 왕위를 넘겼다고 나온다.

## 같이 보기
- 금관가야
- 김무력
- 김유신
- 김해 김씨
- 산청 전 구형왕릉

## 참고 문헌
- 김부식 (1145), 《삼국사기》  〈권34〉
- 삼국유사
- 일본서기(日本書紀)